# بوكيمون بيكروس
بوكيمون بيكروس (بالإنجليزية: Pokémon Picross)‏، هي لعبة فيديو من نوع ألغاز، صدرت لمنصة نينتندو 3دي إس سنة 2015، وهي من دار نشر ذا بوكيمون كومباني.

## المواقع الخارجية
- الموقع الرسمي